# Fonscochlea
Fonscochlea é um género de gastrópode  da família Hydrobiidae.
Este género contém as seguintes espécies:
- Fonscochlea accepta Ponder, Hershler & Jenkins, 1989
- Fonscochlea aquatica Ponder, Hershler & Jenkins, 1989
- Fonscochlea billakalina Ponder, Hershler & Jenkins, 1989
- Fonscochlea conica Ponder, Hershler & Jenkins, 1989
- Fonscochlea variabilis Ponder, Hershler & Jenkins, 1989
- Fonscochlea zeidleri Ponder, Hershler & Jenkins, 1989